# Synopeas procon
Synopeas procon är en stekelart som beskrevs av Austin 1984. Synopeas procon ingår i släktet Synopeas och familjen gallmyggesteklar. Inga underarter finns listade i Catalogue of Life.